# Der alte Fritz (1928)
Der alte Fritz ist ein deutscher, zweiteiliger Historienstummfilm aus dem Jahr 1927/28, der die letzten Lebensjahre Friedrichs II. zeigt. Es ist der letzte Stummfilm der zwischen 1920 und 1942 sehr populären Fridericus-Rex-Filme.

## 1. Teil – Friede
Der Siebenjährige Krieg ist beendet. Friedrich II. ist nun fest entschlossen, sein durch den Krieg sehr geschädigtes Land wieder herzurichten. Doch es kommen ihm viele andere Dinge dazwischen. Er ertappt den Kronprinzen Friedrich in flagranti und erfährt, dass dieser ein Schürzenjäger geworden ist. Um dies zu unterbinden, verheiratet er den Kronprinzen mit Elisabeth von Braunschweig. Dieser findet allerdings wenig Gefallen an seiner Gemahlin und fängt ein Verhältnis zu Wilhelmine Enke an.
Der König führt neue Steuern für Alkohol, Gewürze und Kaffee ein. Er kümmert sich jetzt nur noch um die Invaliden des Krieges und um die preußische Schulpflicht.
Als er erfährt, dass der Kronprinz ein Verhältnis mit Wilhelmine Enke hat, lässt er sie des Landes verweisen. Friedrichs Freunde sind entsetzt darüber, dass er den Kronprinzen so behandelt, wie sein Vater einst ihn. Wilhelmine Enke ist erbost darüber, dass sie verwiesen worden ist und macht auf ihre geltenden Rechte aufmerksam, da sie ein Kind vom Kronprinzen erwartet. Dieser wurde zur selben Zeit von seiner Frau geschieden, da diese, so wie er, zahllose Affären hatte. Der Preußenkönig verheiratet seinen Neffen nun mit Friederike Luise von Hessen-Darmstadt.

## 2. Teil – Ausklang
1777: Der junge Kaiser Joseph II. will Ansbach-Bayreuth annektieren, da er der Meinung ist, der Preußenkönig sei ohnehin zu alt und zu krank, um noch einen Feldzug zu führen. Erbost darüber zieht Friedrich ins Feld. Doch es kommt zu keiner Schlacht. Der Krieg wird mit Verträgen geführt und beendet.
Von nun an muss sich der König nur noch mit Kleinkram herumschlagen. Er verhilft dem Müller Arnold zu seinem Recht, weil diesem vom Kammergericht die Mühle genommen werden sollte, und entlässt sämtliche aktuellen Kammergerichtsräte.
Friedrich wird mittlerweile wegen seiner Strenge von vielen verachtet, jedoch auch wegen seiner Fürsorge für seine Untertanen geliebt. Liebevoll und spöttisch zugleich nennen sie ihn nun den „Alten Fritz“.
Am 16. August 1786 stirbt er, schwer krank und verbittert. Kaum jemand trauert um ihn.